# Nguenyyiel
Nguenyyiel ist ein Flüchtlingslager in der Region Gambela, Äthiopien. Das Lager wurde am 20. Oktober 2016 für südsudanesische Flüchtlinge eröffnet, die vom Bürgerkrieg in Südsudan flohen. Zum 31. Dezember 2017 hatte das Lager 83.658 Flüchtlinge aufgenommen, davon waren 62 % Minderjährige. Das Lager bietet in einer Schule Unterricht für die Kinder an.